# Piskavac
Piskavac (lat. Succisa pratensis Moench.) je vrsta roda Succisa Neck. Ime roda potiče od latinske reči succidere što znači podseći, zbog izgleda rizoma.

## Opšte karakteristike
Piskavac je višegodišnja zeljasta biljka sa snažnim, vertikalnim rizomom, koji je kratak, ali sa brojnim bočnim korenovima. Stabljika je uspravna ili poluuspravljena, visoka do 100 cm, u gornjem delu uglavnom razgranata, prividno štitolika, ali može biti i nerazgranata. U donjem delu je gola, a u gornjem, posebno ispod cvasti, je pokrivena krutim, priljubljenim dlakama ili gola. Listovi su naspramno postavljeni, a parovi listova su udaljeni, malobrojni. Donji i srednji listovi stabla su eliptični, objajasto lancetasti ili lancetasti, na vrhu šiljati, a suženi u drške, koje su pri osnovi srasle, celog oboda. Gornji listovi su sedeći, linearno lancetasti, celog oboda, ređe testerasto nazubljeni. Svi listovi su zadebljali, kožasti, sjajni, uglavnom na naličju pokriveni proređenim dlakama, ali mogu da budu i potpuno goli. Cvetovi su u početku složeni u poluloptaste , a kasnije loptaste cvasti, na vrhovima dugačkih grana. Ovojni listići cvasti su zeljasti i mnogobrojni, postavljeni u dva reda, široko lancetasti, na vrhu šiljati, pokriveni priljubljenim dlakama, kraći od cvasti. Krunica je četvororežnjevita, duga 4—7 mm, pokrivena dlakama, plavoljubičasta, a vrlo retko bela. Spoljna čašica je četvorouglasta, pokrivena hrapavim dlakama. Na uglovima se produžava u četiri kratka vrška. Čašica je plitko čankolika, sa pet kratkih, zrakasto postavljenih čekinja. Plod je dug oko 5 mm, gusto pokriven dlakama. Cveta od jula do septembra.

## Rasprostranjenost i stanište
Piskavac naseljava vlažne, zabarene livade i šume, od nizijskog do alpijskog pojasa, u Evropi, Aziji i severnoj Africi.

## Varijabilnost vrste
- f. pratensis
- f. hirsuta (Reichenb.) Jav.[1] [2]

## Galerija
- Succisa pratensis
- Succisa pratensis
- Succisa pratensis

## Spoljašnje veze
- The Plant Press Natural England Website
- The Euro+Med PlantBase - the information resource for Euro-Mediterranean plant diversity
- Tropicos